# Wister
Wister és un poble dels Estats Units a l'estat d'Oklahoma. Segons el cens del 2000 tenia 1.002 habitants.

## Demografia
Segons el cens del 2000, Wister tenia 1.002 habitants, 412 habitatges, i 276 famílies. La densitat de població era de 268,7 habitants per km².
Dels 412 habitatges en un 28,9% hi vivien nens de menys de 18 anys, en un 49,3% hi vivien parelles casades, en un 12,6% dones solteres, i en un 32,8% no eren unitats familiars. En el 29,9% dels habitatges hi vivien persones soles el 16% de les quals corresponia a persones de 65 anys o més que vivien soles. El nombre mitjà de persones vivint en cada habitatge era de 2,43 i el nombre mitjà de persones que vivien en cada família era de 2,99.
Per edats la població es repartia de la següent manera: un 27% tenia menys de 18 anys, un 8,5% entre 18 i 24, un 24,7% entre 25 i 44, un 21,3% de 45 a 60 i un 18,6% 65 anys o més.
L'edat mediana era de 37 anys. Per cada 100 dones de 18 o més anys hi havia 87 homes.
La renda mediana per habitatge era de 20.602 $ i la renda mediana per família de 26.417 $. Els homes tenien una renda mediana de 21.154 $ mentre que les dones 15.556 $. La renda per capita de la població era d'11.851 $. Entorn del 15,5% de les famílies i el 19,4% de la població estaven per davall del llindar de pobresa.

## Poblacions més properes
El següent diagrama mostra les poblacions més properes.